# Nvidia Shield TV

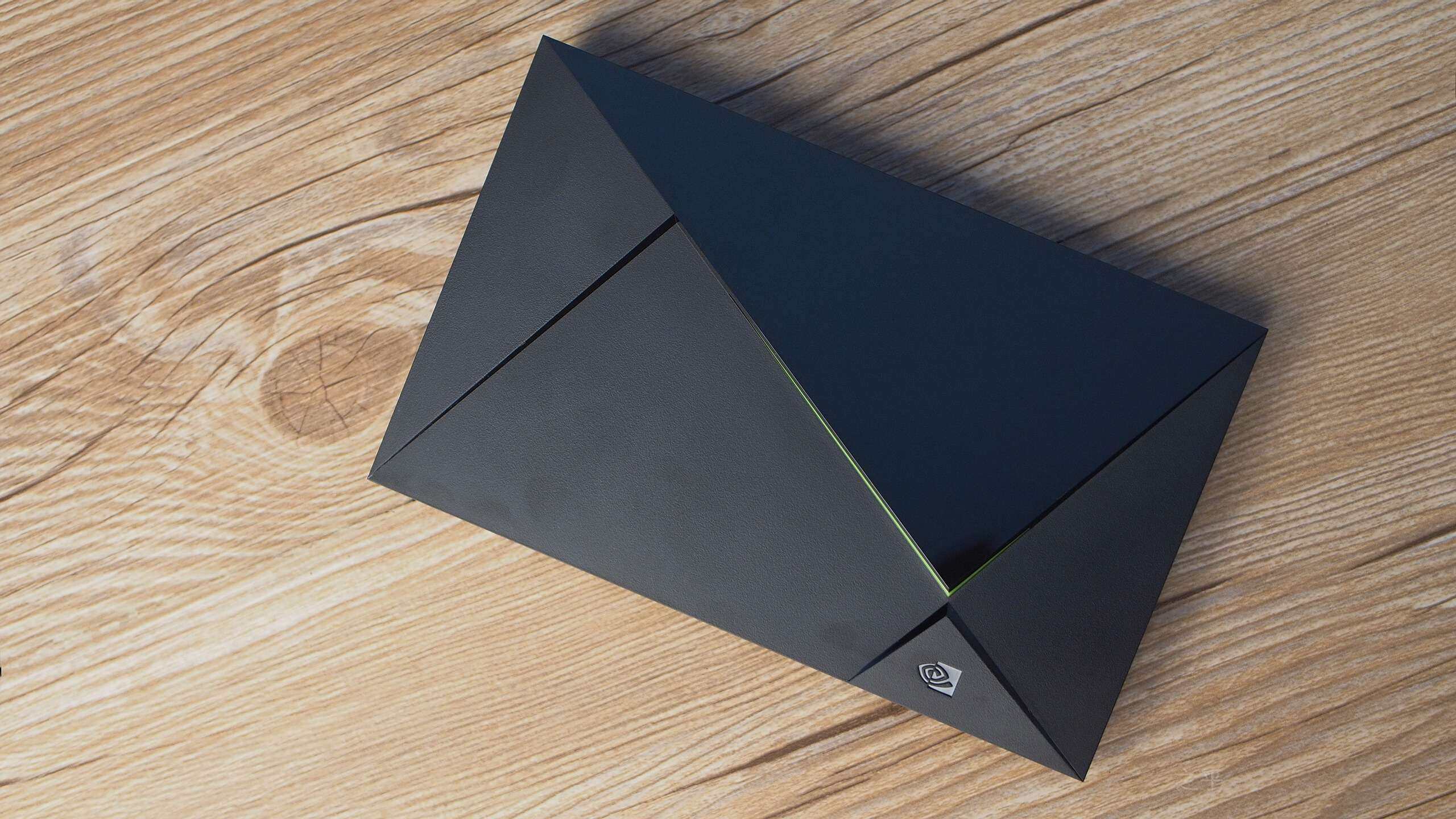
Nvidia Shield TV versión 2017.

La Nvidia Shield TV (Shield Android TV o Nvidia Shield) es un reproductor multimedia digital basado en Android TV producido por Nvidia como parte de su marca Shield de dispositivos Android. Lanzada por primera vez en mayo de 2015, la Shield fue comercializada inicialmente por Nvidia como una microconsola, destacando su capacidad para reproducir juegos descargados y stream desde un PC compatible en una red local, o a través del servicio de suscripción GeForce Now. Al igual que el resto de dispositivos Android TV, también puede transmitir contenidos de diversas fuentes mediante aplicaciones, y también es compatible con vídeo de resolución 4K. Se fabrica en dos modelos, y el segundo modelo Shield TV Pro se distingue principalmente por el aumento del almacenamiento interno.
En 2017, Nvidia lanzó una versión renovada de la Shield de 16 GB, que tiene un factor de forma más pequeño que deja de lado la MicroSD y el soporte de infrarrojos, viene con un controlador actualizado y, por lo demás, es idéntico en hardware al modelo original. En 2019, Nvidia refrescó la línea de Shield TV con procesadores actualizados, y revisó el modelo base con un factor de forma más pequeño y menos almacenamiento interno.

## Especificaciones
La Shield utiliza el sistema en chip Tegra X1 de Nvidia, basado en la ARM Cortex-A57 CPU y la Maxwell microarchitecture de Nvidia GPU, con 3 GB de RAM. El dispositivo admite una salida de resolución 4K a 60 FPS a través de una salida HDMI 2.0, con soporte para vídeo codificado en HEVC. La Shield puede contener 16 GB de almacenamiento flash interno o un disco duro de 500 GB, ampliable mediante tarjeta microSD o almacenamiento extraíble. Los modelos Shield de 2015 y 2017 con un disco duro de 500 GB se denominan Shield Pro. Contiene dos puertos USB. Para las conexiones a internet, soporta gigabit Ethernet y 802.11ac Wi-Fi. La consola se entrega con un mando inalámbrico; por separado se vende un mando inalámbrico recargable por microUSB con control de voz y toma de auriculares pero ya no está disponible en los canales oficiales.
La Shield ejecuta Android TV; los juegos optimizados y portados para el dispositivo se ofrecen a través de una aplicación separada de la Shield Store. El dispositivo también puede transmitir juegos a través del servicio de suscripción bajo demanda cloud gaming de Nvidia, GeForce Now (antes Nvidia GRID), y desde un ordenador local utilizando la función GameStream de las tarjetas gráficas Nvidia compatibles a través de la aplicación GeForce Experience. Además de los juegos nativos de Android y el streaming de juegos, la emulación de juegos retro is popular on the Nvidia Shield TV.
El 16 de enero de 2017, Nvidia anunció la actualización Shield Experience 5.0, que está basada en Android 7.0 "Nougat". Añade características de software de la modelo 2017 actualizado, incluyendo soporte de HDR para vídeo 4K, nuevas apps (incluyendo Amazon Video), integración de SmartThings, soporte de Google Assistant y una nueva interfaz de Nvidia Games. La compatibilidad con Google Assistant requiere una nueva iteración del Shield Controller. In June 2018, Nvidia released an update to Android 8.0 "Oreo".

### Versión 2017
En enero de 2017, Nvidia presentó una versión renovada de la Shield de 16 GB. Tiene un factor de forma revisado con un tamaño más pequeño pero sin ranura microSD, y se suministra con la actualización Shield Experience 5.0. Ahora se incluye un mando a distancia Bluetooth revisado, sin conector para auriculares y con una pila CR2032 reemplazable, así como un mando actualizado con un micrófono siempre activo. El modelo de 2017 contiene el mismo sistema en chip Tegra X1 que el modelo de 2015. La Shield de 2017 sustituyó a la versión original de 16 GB. Nvidia sigue comercializando el modelo Shield Pro, más grande, de 500 GB.

### Versión 2019
En octubre de 2019, Nvidia presentó dos nuevos modelos de Shield TV. Ambos modelos utilizan el sistema en chip Tegra X1+, se envían con Android 9.0 "Pie", son compatibles con Dolby Atmos y Dolby Vision, e incluyen un mando a distancia actualizado, y un nuevo sistema de Escalador de vídeo mejorado por IA que puede escalar el vídeo de alta definición a resolución 4K. El nuevo modelo base utiliza un factor de forma cilíndrico en lugar de un estilo de decodificador, y tiene 2 GB de RAM y 8 GB de almacenamiento flash, ampliable mediante tarjeta MicroSD (en lugar de puertos USB). La Shield TV Pro utiliza el mismo formato de decodificador de televisión que el modelo anterior, e incluye 3 GB de RAM, 16 GB de almacenamiento flash, y dos puertos USB 3.0 de tamaño completo. Ya no se incluye un gamepad.

## Modelos
| Nombre del modelo | Modelo# | Lanzamiento | Factor de forma | Procesador       | RAM | Almacenamiento | microSD | USB | Receptor IR | Accesorios incluidos            | HDR                  | Dolby Atmos                  |
| ----------------- | ------- | ----------- | --------------- | ---------------- | --- | -------------- | ------- | --- | ----------- | ------------------------------- | -------------------- | ---------------------------- |
| TV SHIELD         | P2571   | 2015        | Caja            | Nvidia Tegra X1  | 3GB | 16GB           | Sí      | Sí  | Sí          | Remoto                          | HDR10                | Passthrough                  |
| SHIELD TV Pro     | P2571   | 2015        | Caja            | Nvidia Tegra X1  | 3GB | 500GB          | Sí      | Sí  | Sí          | Mando a distancia, Gamepad      | HDR10                | Passthrough                  |
| SHIELD TV         | P2897   | 2017        | Caja            | Nvidia Tegra X1  | 3GB | 16GB           | No      | Sí  | No          | Mando, Gamepad (v2)             | HDR10                | Paso a través de la red      |
| SHIELD TV Pro     | P2571   | 2017        | Caja            | Nvidia Tegra X1  | 3GB | 500GB          | Sí      | Sí  | -           | Mando a distancia, Gamepad (V2) | HDR10                | Paso a través de             |
| SHIELD TV         | P3430   | 2019        | Cilíndrica      | Nvidia Tegra X1+ | 2GB | 8GB            | Sí      | No  | No          | Remoto(v2)                      | HDR10 + Dolby Vision | Decodificación + Passthrough |
| SHIELD TV Pro     | P2897   | 2019        | Caja            | Nvidia Tegra X1+ | 3GB | 16GB           | No      | Sí  | No          | Remoto(v2)                      | HDR10 + Dolby Vision | Decodificación + Passthrough |